# Bikoro

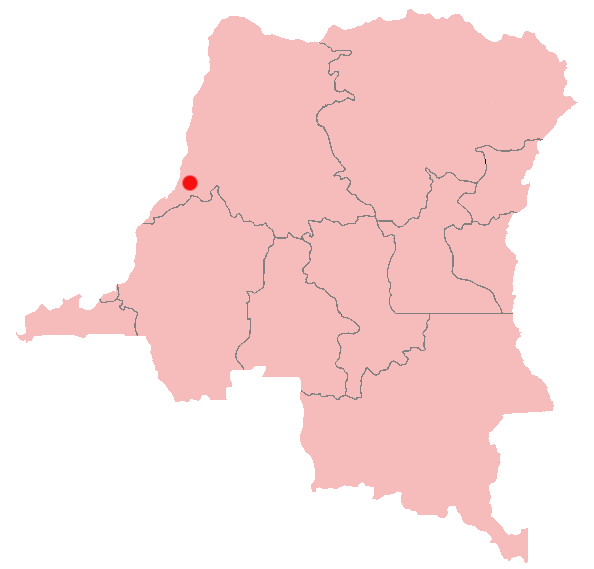
Ubicación de Bikoro en la República democracia del Congo

Bikoro es una localidad del Distrito de Ecuador en la República Democrática del Congo, junto al Lago Tumba, al sur de Mbandaka.
Es el centro administrativo del Territorio Bikoro.
En 2012, la población estimada era 7 426.
En 2018, se produjo un brote de Ébola, el noveno de la historia en la RDC.

## Imagen de satélite
- Bikoro en Wikimapia